# Beacon Hill Park
Der Beacon Hill Park ist ein etwa 75 ha großer Natur- und Erholungspark in der Stadt Victoria, auf Vancouver Island, in der kanadischen Provinz British Columbia.

## Lage
Der L-förmige Park liegt südöstlich der Innenstadt, übergreifend in der westlich gelegenen Nachbarschaft „James Bay“ sowie der östlich gelegenen Nachbarschaft „Fairfield“. Nach Westen begrenzt die „Douglas Street“, welche hier auch Teil des Trans-Canada Highways bzw. des Highways 1 ist, den Park. Nach Süden reicht der Park bis an die Küste der Insel und reicht damit auch an die Juan-de-Fuca-Straße.

## Name
Der heutige Name des Parks geht auf den namensgebenden Hügel „Beacon Hill“ zurück. Dieser wurde von der Hudson’s Bay Company so benannt, weil dort zwei Navigationsbaken aufgestellt waren. Der traditionelle Name der hier ansässigen First Nations für den Berg lautet „Mee-a-can“ (was „Bauch“ bedeutet) und geht laut Forschung des Anthropologen Wilson Duff darauf zurück, das hier „die Menschen […saßen…], um sich im Sommer den Bauch wärmen zu lassen.“

## Geschichte
Die Landschaft dieser Gegend wurde vom Volk der Lekwungen geprägt (heute vertreten durch die Esquimalt Nation und Songhees Nation) und ist für diese auch ein Ort von kultureller Bedeutung, unter anderem da sich im heutigen Parkgebiet indianische Grabstätten befanden.
Das Land wurde 1858 von James Douglas, dem Gouverneur der britischen Kolonie Vancouver Island, als Schutzgebiet ausgewiesen. 1882 wurde das Land offiziell zum Park der Stadt Victoria erklärt und erhielt seinen heutigen Namen.
Im Jahr 1926 pflanzte Winston Churchill bei seinem Besuch im Bereich des nordöstlichen Parkeinganges einen Weißdorn.
1939 erfolgte im Park, in Anwesenheit von König Georg VI., eine Truppenparade (Trooping the Colour) von Einheiten der Royal Canadian Navy.
Im Jahr 1987 besuchte Königin Elizabeth II, anlässlich des 100. Jahrestag des Beitritts von British Columbia zur Kanadischen Konföderation, die Stadt Victoria und auch den Beacon Hill Park.

## Anlage
Der Park gliedert sich in mehrere Bereiche.
Der nördliche Teil des L-förmigen Parks kann in drei Bereiche unterteilt werden. Im Nordwesten befindet sich ein eher klassischer Parkteil, um den Good Acre Lake sowie den Fountain Lake sowie die Veranstaltungsbühne, an den ganz in der nordwestlichen Parkecke ein Naturteil (Garry Oak Meadow) mit Oregon-Eichen anschließt. Östlich dieser beiden Teile befinden sich verschiedene Sportfelder, unter anderem ein Baseballfeld sowie mehrere Pickleballfelder. Südlich der Sportfelder und südöstlich des eher klassischen Parkbereiches befindet sich der Central Garden mit dem Rose Lake, dem Willow Lake und dem Queen’s Lake. Dort steht auch ein Riesenmammutbaum.
Im südlichen Teil des L-förmigen Parks finden sich weitere Bereiche. Im Nordosten ein weiterer Sportbereich, unter anderem mit einem Cricket Feld, im Osten einem technischen Bereich sowie einer Gärtnerei. Im Südosten schließt sich dann ein Wald (Southeast Woods), unter anderem mit Oregon-Ahorn, Küsten-Tannen, Scheinzypressen, Erdbeerbäumen, sowie weiteren Oregon-Eichen, an. Hier steht auch der große Totempfahl. Im Norden des zentralen südlichen Bereiches befindet sich ein Streichelzoo. Im Westen des südlichen Parkteils befinden sich weitere Sportfelder sowie der Bereich mit dem Denkmal für Terry Fox sowie der Meile 0. Ansonsten ist der südliche Bereich zu großen Teilen mit Wiesen bedeckt, auf denen Prärielilien, Zahnlilien und andere Wildblumen wachsen.

### Bauwerke

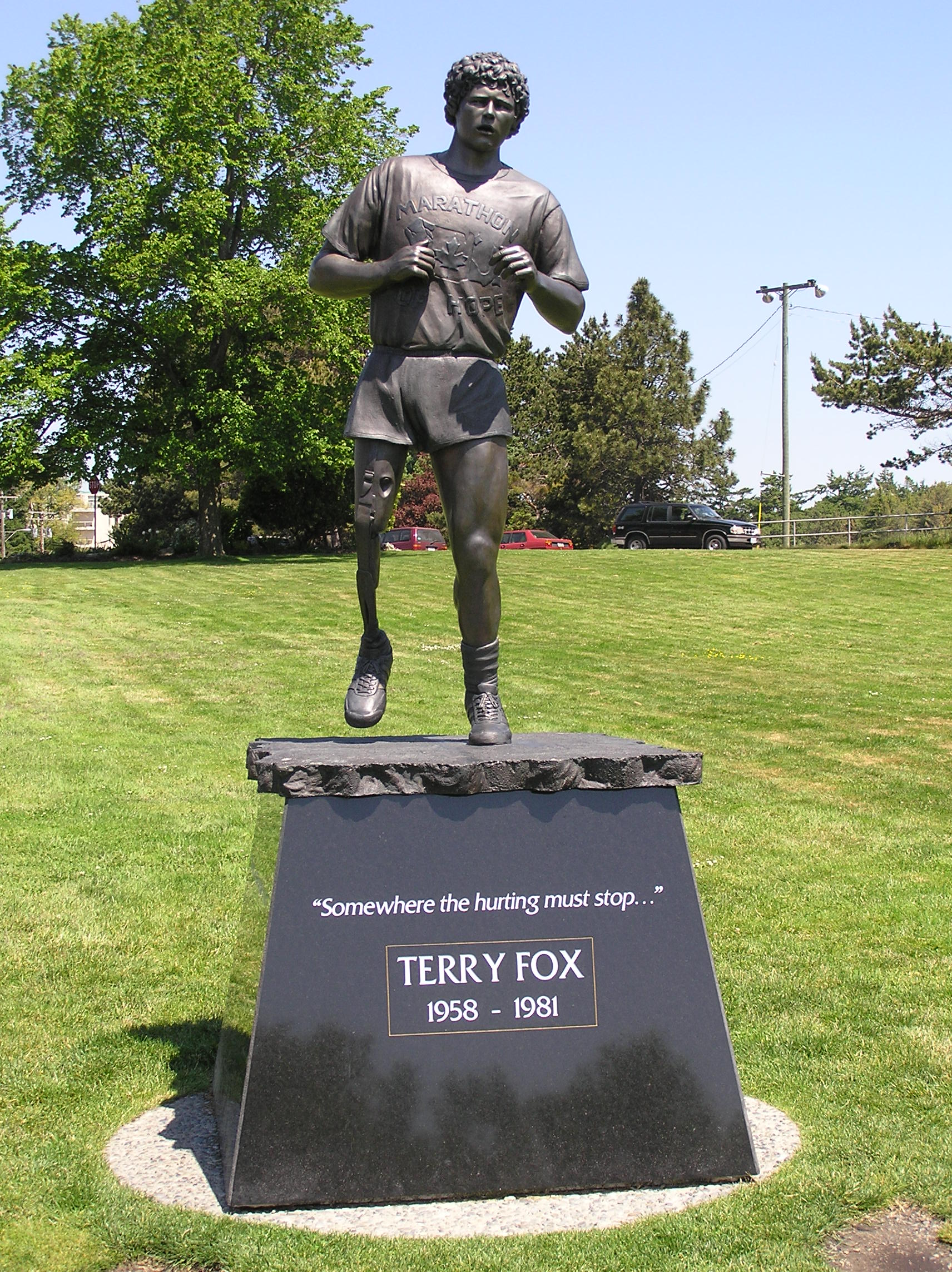
Denkmal für Terry Fox
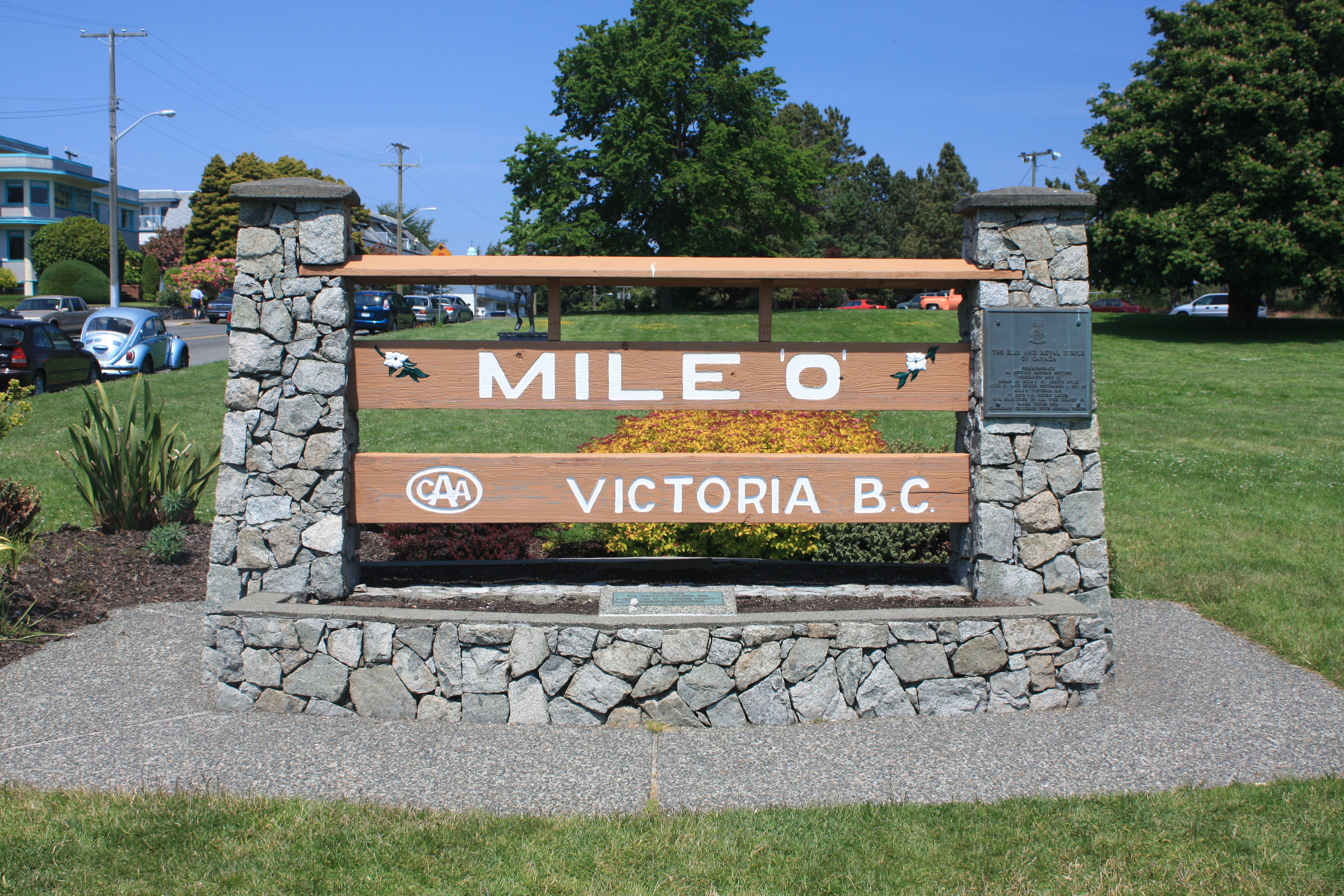
Mile 0 des Trans-Canada Highwaysl
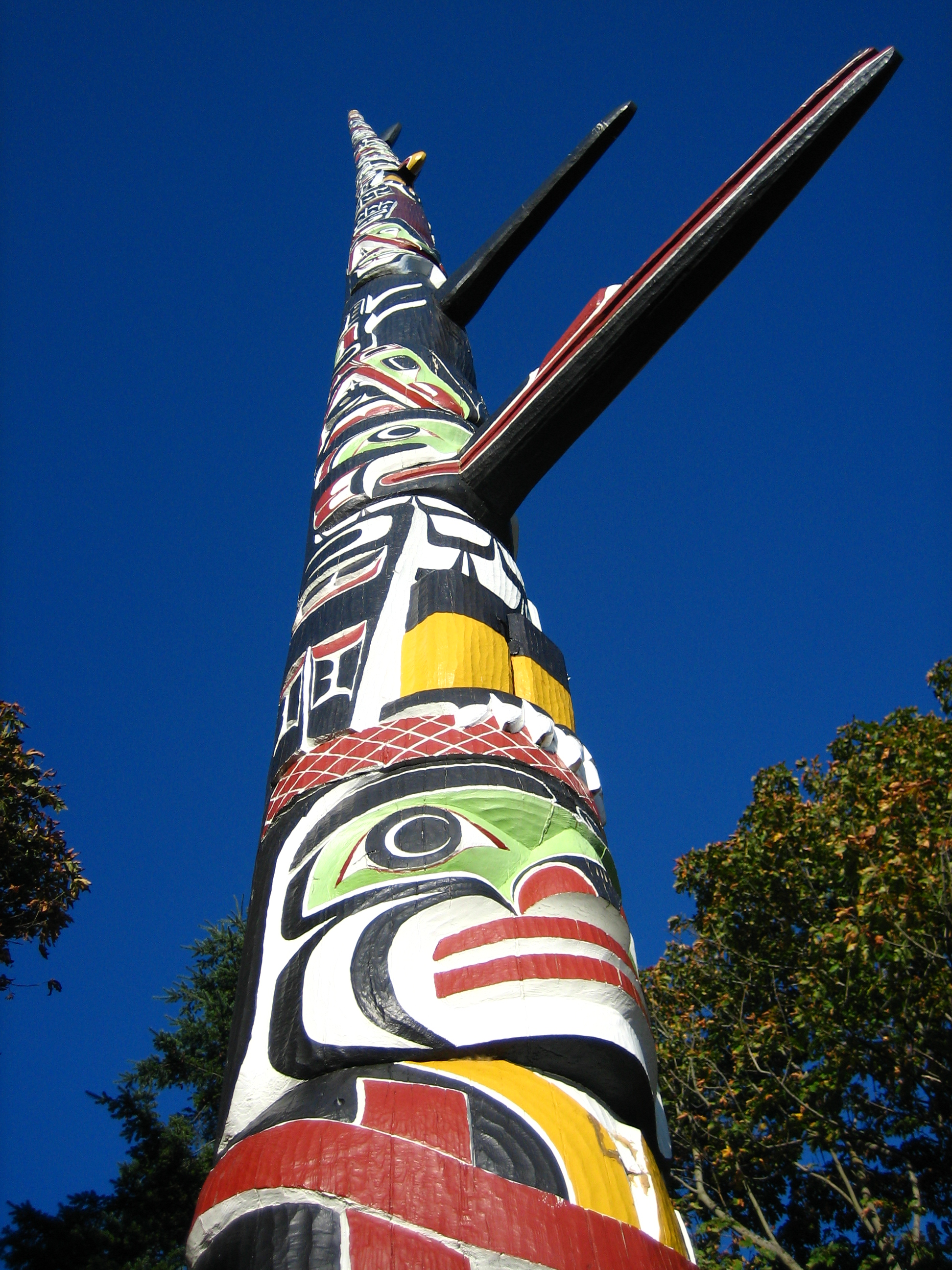
Totempfahl

In der südwestlichen Ecke des Parks befinden sich auf einer Grasfläche mehrere Denkmäler. Zum einen wird hier mit einem Denkmal dem Leichtathleten Terry Fox und seinem Marathon of Hope gedacht und zum anderen befindet sich hier das Schild mit der Aufschrift Mile 0 am südwestlichen Ende des Trans-Canada Highways.
Im südöstlichen Teil des Parks steht ein unter anderem von Mungo Martin geschnitzter Totempfahl mit einer Höhe von fast 39 m, der höchste freistehende Totempfahl der Welt.
Im zentralen Bereich des nördlichen Parks befindet sich auch der Cameron Bandstand, eine Veranstaltungsbühne mit Sitzbänken.
Über den ganzen Park verteilt finden sich verschiedene weitere Denkmäler, unter anderem für Königin Elizabeth II, Emily Carr (in Form einer Brücke) oder Robert Burns. Außerdem steht im Park ein Denkmal für die Städtepartnerschaft mit Morioka in Japan.